# OTEC
OTEC (afkorting van het Engelse Ocean Thermal Energy Conversion) is een vorm van duurzame energie die gebruik maakt van het natuurlijke temperatuurverschil in de oceaan om elektriciteit te genereren. Het grootste voordeel is dat het een stabiel basisvermogen kan leveren.

## Elektriciteitscyclus
Het werkingsprincipe van OTEC is gebaseerd op een rankinecyclus, waarbij een werkvloeistof wordt gebruikt met een lager kookpunt en een hogere gasdruk dan water. Het warme oppervlaktewater van de oceaan wordt door een warmtewisselaar gepompt, waardoor de werkvloeistof wordt verdampt. Deze damp drijft een turbine aan die is aangesloten op een generator om elektriciteit op te wekken. Vervolgens wordt de werkvloeistof gecondenseerd met behulp van koud water uit de diepere lagen van de oceaan. Hierdoor kan de werkvloeistof weer naar het begin van het systeem worden gepompt en begint de cyclus opnieuw.
Omdat tropische oceanen nauwelijks temperatuurfluctuaties ondergaan (noch per dag, noch per seizoen), blijft het temperatuurverschil tussen de oceaanlagen nagenoeg gelijk. Hierdoor kan OTEC een stabiel basisvermogen leveren en heeft het een capaciteitsfactor van 80% – 100%.

## Thermische lagen in de oceaan
Het zonlicht dat op de oceaan valt, wordt opgeslagen als thermische energie, voornamelijk in de bovenste 100 meter van de oceaan. In tropische gebieden zorgt de balans tussen de inkomende zonnestraling en het warmteverlies van het water door verdamping en convectie voor een constante temperatuur van het oppervlaktewater van de oceaan. Deze temperatuur kan oplopen tot boven de 25 °C.
Dieper in de oceaan neemt de watertemperatuur af tot circa 4 °C op diepten vanaf 800 meter. De thermohaliene circulatie vanaf de polen zorgt voor continue aanvulling van het koude water. Door de lage temperatuur is de dichtheid van dit water relatief hoog. Hierdoor zakt het koude water naar de bodem en wordt het warmere water omhoog gedrukt. Hierdoor ontstaat er een gelaagde temperatuurstructuur in diepe, tropische oceanen. Bij een verschil van 20 °C of meer, kan dit temperatuurverschil tussen de lagen de aandrijving vormen voor OTEC.

## Potentieel
Bijna twee derde van het aardoppervlak bestaat uit oceaan. Hierdoor komt 70% van het zonlicht dat op aarde schijnt in de oceaan terecht. Naar schatting is de jaarlijkse hoeveelheid zonne-energie die geabsorbeerd wordt door de oceanen, meer dan 4000 keer groter dan de hoeveelheid energie die door mensen wordt geconsumeerd. Recent onderzoek wijst uit dat er tussen de 7 tera-watt (TW) en 30 TW aan elektriciteit kan worden opgewekt door OTEC zonder dat het de thermische stromen in de oceaan beïnvloedt. Dit komt overeen met 3 tot 10 keer de huidige wereldwijde elektriciteitsvraag. De IIASA schat de potentie voor elektrische conversie van OTEC op 3150 – 30000 exa-joule per jaar. Het IPCC schat het elektrische potentieel op 108 – 324 EJ per jaar.

## Locaties
OTEC is operationeel vanaf een temperatuurverschil van 20 °C. Typische locaties zijn daarom kustregio’s van tropische gebieden; over het algemeen het gebied tussen 20 graden ten noorden en 20 graden ten zuiden van de evenaar. Volgens recent onderzoek zijn er 98 landen en regio’s waar dit mogelijk is.

### Elektriciteitscentrales in bedrijf
- Kumejima, Japan - Xenesys & Saga Universiteit – 100 kW - in bedrijf sinds 2013 voor onderzoeksdoeleinden en elektriciteitsproductie
- Hawaï, VS - Makai Ocean Engineering – 105 kW – in bedrijf sinds 2015 voor elektriciteitsproductie
- Gosung, Korea - KRISO - 20 kW - in bedrijf sinds 2012 voor onderzoeksdoeleinden
- Réunion Island, Frankrijk - DCNS - 15 kW - in bedrijf sinds 2012 voor onderzoeksdoeleinden
- Saga, Japan - Xenesys & Saga Universiteit - 30 kW - in bedrijf sinds 1980 voor onderzoeksdoeleinden

### Elektriciteitscentrales in ontwikkeling
- Curaçao, Koninkrijk Nederland - Bluerise - 0,5 MW
- Martinique, Frankrijk – Akuoa Energy & DCNS – 10,7 MW
- Bahama's, VS – Ocean Thermal Energy Corporation – 10 MW
- Hawaï, VS – Makai Ocean Engineering – 1 MW
- Kumejima, Japan - Xenesys & Saga Universiteit - 1 MW
- Maldiven - Bardot Ocean - 2 MW
- Sri Lanka - Bluerise - 10 MW
- Andaman & Nicobar Islands, India - DCNS - 20 MW
- Tarawa Island, Kiribati– KRISO – 1 MW
- Cabangan, Filipijnen - Bell Pirie Power Corp - 10 MW
- US Virgin Islands - Ocean Thermal Energy Corporation – 8 & 15 MW

De wateren rond Nederland zijn veelal te ondiep en hebben onvoldoende temperatuurverschil om OTEC economisch rendabel te maken. In het Koninkrijk Nederland zijn de locaties in het Caribisch gebied, rond de Antillen, wel geschikt. Het Nederlandse bedrijf Bluerise ontwikkelt de technologie en voert verschillende projecten uit in de Cariben, zoals in Curaçao. Bluerise heeft eerder samen met de TU Delft een test-energiecentrale gebouwd.

## Historie
Het idee om het temperatuurverschil tussen de verschillende thermische lagen van de oceaan te gebruiken om elektriciteit op te wekken is niet nieuw. In het in 1870 gepubliceerde boek Twintigduizend mijlen onder zee gebruikt de schrijver, Jules Verne, het concept om de onderzeeër van kapitein Nemo aan te drijven. Elf jaar later schetste de Franse fysicus Jacques Arsene d’Arsonval het eerste ontwerp, waarbij op druk gebrachte ammoniak een generator aandrijft. In 1930 werd door George Claude, een leerling van d’Arsonval, in Cuba de eerste daadwerkelijke OTEC-installatie gebouwd, met een capaciteit van 22 kW. Het systeem werd later door een storm verwoest.
Hoewel er vele ontwerpen volgden, werd pas in 1970 weer een installatie gebouwd op het eiland Nauru in Japan. De installatie werd operationeel in 1981 en produceerde 120 kW aan elektriciteit; 90 kW om het systeem aan te drijven en 30 kW aan elektriciteit voor het eiland. Dit was de eerste keer dat door OTEC opgewekte elektriciteit aan het net werd geleverd.
De oliecrisis van de jaren 70 zorgde voor een opkomst in de ontwikkeling van OTEC. In de Verenigde Staten werd een wet aangenomen die tot doel had om in 1999 10.000 MW aan elektriciteit op te wekken door middel van OTEC. Maar een dalende olieprijs resulteerde erin dat de belangstelling weer temperde.
Vanaf de eeuwwisseling is het onderzoek opnieuw opgepakt en zijn er verscheidene kleinschalige installaties gebouwd voor onderzoeksdoeleinden. Verschillende systemen tot 1 megawatt zijn operationeel en de eerste multi-megawatt-schaal installaties zijn in ontwikkeling.